# Московка
Моско́вка, чёрная сини́ца, синица-московка или моховка (лат. Periparus ater) — мелкая подвижная птица из семейства синицевых, широко распространённая в зоне лесов восточного полушария.
Птица предпочитает хвойный лес, но вне сезона размножения встречается за пределами гнездовий, в том числе в садах и парках, где её можно встретить возле кормушек. Населённых пунктов избегает. Ведёт оседлый либо кочевой образ жизни, в холодные зимы спускаясь с гор в долины или перемещаясь к югу в северных и восточных частях ареала. Питается насекомыми и семенами хвойных пород деревьев. Окраской, прежде всего чёрной шапочкой перьев на голове и белыми щёчками, напоминает большую синицу, однако отличается от неё меньшими размерами, более плотным телосложением и бледным оперением остальной части тела. По мнению ряда авторов, шапочка, или «маска», предопределила первоначальное русское название птицы — ма́сковка, которое впоследствии было изменено и приобрело «столичный» оттенок — моско́вка. Таким образом, отношения к Москве оно не имеет. По другой версии — от слова «моховка»,  потому что нередко устраивает гнезда «во мху»: в дуплах у оснований старых деревьев, в пнях, даже в норах в земле. Однако название может быть связано не с манерой гнездования, а просто с обитанием в глухих хвойных лесах.

## Описание
Мелкая, вертлявая синица достаточно плотного телосложения и с коротким хвостом. Размерами и строением сравнима с лазоревкой: длина тела 10—11,5 см, масса 7,2—12 г. Голова и затылок чёрные, щёки грязновато-белые, на горле и верхней части груди заметно большое чёрное пятно в форме манишки. Перья головы иногда несколько вытянуты в виде хохолка, что особенно ярко выражено у южных подвидов. Верх голубовато-серый с коричневатым оттенком и охристым налётом на боках. Низ серо-белый с бурым налётом. Крылья и хвост буровато-серые. На крыльях хорошо заметны две светлые поперечные полоски. На затылке имеется небольшое белое пятно — характерный отличительный знак этого вида.
Поёт с марта по сентябрь, песня — двух- либо трёхсложная звонкая мелодичная трель, напоминающая песни большой синицы и лазоревки. Часто поёт, сидя на вершине какого-либо дерева с хорошим обзором вокруг. Позывка характерная для семейства — короткое или повторяющееся звонкое «ци-ци» или «цит», произносимое на одной ноте. Вариация — более мелодичное «цию-цию-цию», повторяемое с ударением на второй слог.
В зависимости от особенностей окраски, выраженности хохолка и размера различают более 20 подвидов московки. Идентификация подвидов зачастую осложнена тем, что области их распространения пересекаются и отдельные особи обладают признаками нескольких рас, а также в силу географической изменчивости. Список подвидов приведён в разделе «Систематика».

## Распространение

### Ареал
Область распространения — лесные районы Евразии на всём протяжении с запада на восток, а также Атласские горы и северо-западный Тунис в Африке. На север в Скандинавии и Финляндии поднимается до 67° с. ш., в Европейской части России до 65° с. ш., в долине Оби до 64° с. ш., восточнее до 62-й параллели, на тихоокеанском побережье до Охотского моря. Согласно отдельным источникам, изолированная популяция имеется на юге Камчатки. Южная сплошная граница обитания примерно совпадает с границей степной зоны и проходит через южные склоны Карпат, Северную Украину, Калужскую, Рязанскую, Ульяновскую области, вероятно Южный Урал, Алтай, Северную Монголию, верхнее течение Амура. Восточнее граница уходит значительно южнее, охватывая северо-восточные районы Китая на юг до Ляонина. Кроме того, в Китае и прилегающих районах (Непал, Мьянма) имеются несколько изолированных участков. Другие разобщённые участки ареала — Крым, северо-восточная Турция, Кавказ, Закавказье, Иран, Сирия и Ливан (подробнее см. распространение подвидов). За пределами материка встречается на Британских островах, Сицилии, Корсике, Сардинии, Кипре, Сахалине, Монероне, южных Курильских, Хоккайдо, Хонсю, Цусиме, Чеджудо, Яку, Тайване, возможно островах Сикоку, Кюсю, севере Идзу и Рюкю.

### Места обитания

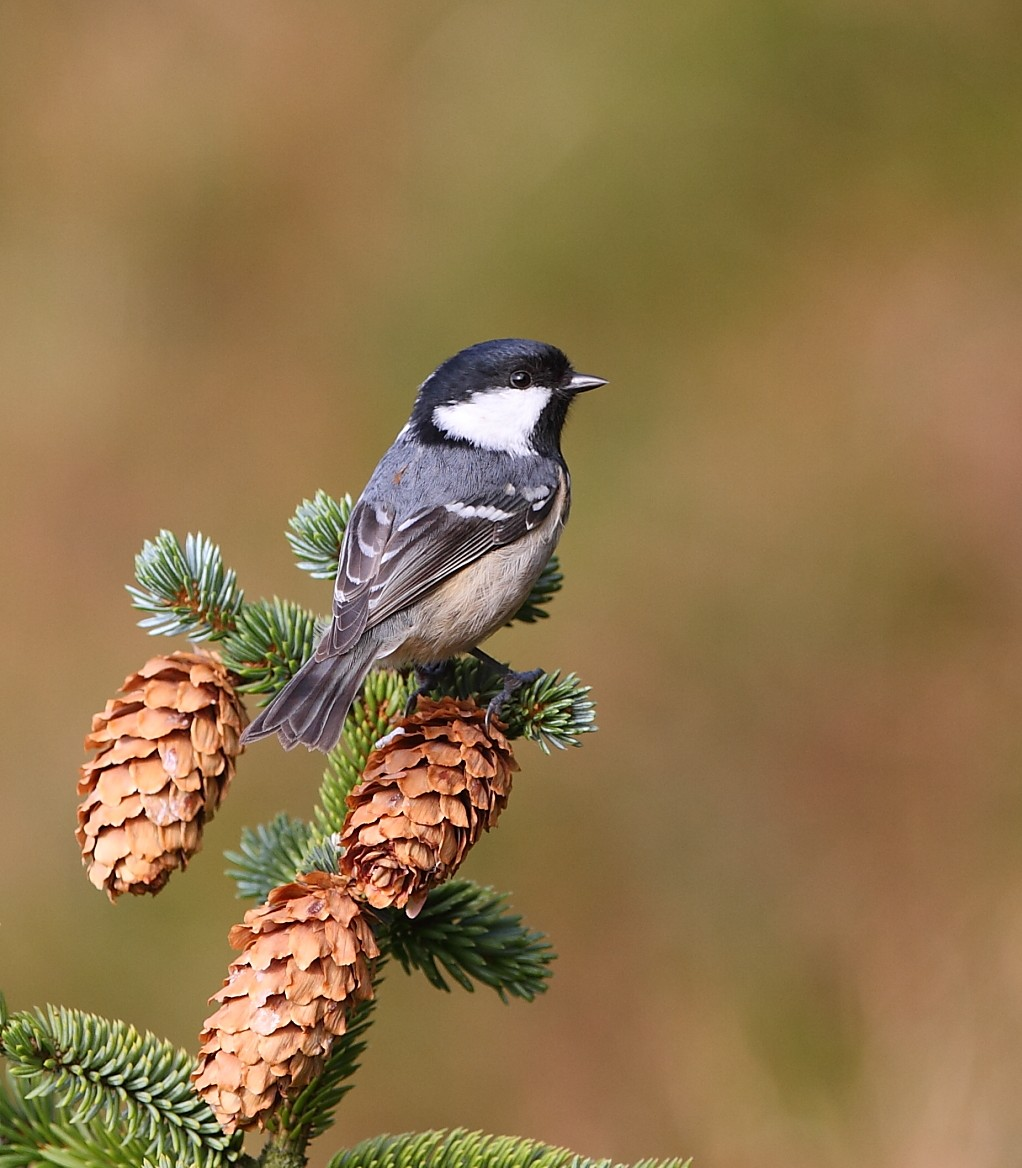
Московка на верхушке ели

Обитает преимущественно в высокоствольных хвойных лесах, отдавая предпочтение ельникам, реже в смешанных лесах с присутствием сосны, лиственницы или берёзы. В гористых районах Южной Европы, Кавказа и Загроса на северо-западе Ирана населяет лесистые склоны с доминированием сосны алеппской (Pinus halepensis), сосны пицундской (Pinus brutia), дуба и бука. В Северной Африке встречается в посадках можжевельника и кедра. Обычно не поднимается выше 1800 м над уровнем моря, хотя в горах Атласа отмечена на высоте до 2500 м, а в Гималаях на юго-западе Китая до 4570 м над уровнем моря.

### Характер пребывания
Обычно оседлый вид, однако в случае суровой зимы или недостатка корма склонна к инвазии — массовому перемещению в новые районы, после чего часть птиц возвращается в прежние места гнездовий, а часть устраивается на новом месте. В горных районах совершает вертикальные кочёвки, спускаясь в долины, где снежный покров меньшей толщины. В сезон размножения держится парами, в остальное время сбивается в стаи, размер которых обычно не превышает 50 особей, однако в Сибири может достигать сотен или даже тысяч особей. Стаи зачастую смешанные и помимо московок могут включать в себя рыжешейную, хохлатую синиц, обыкновенную пищуху, желтоголового королька и пеночек.

## Размножение

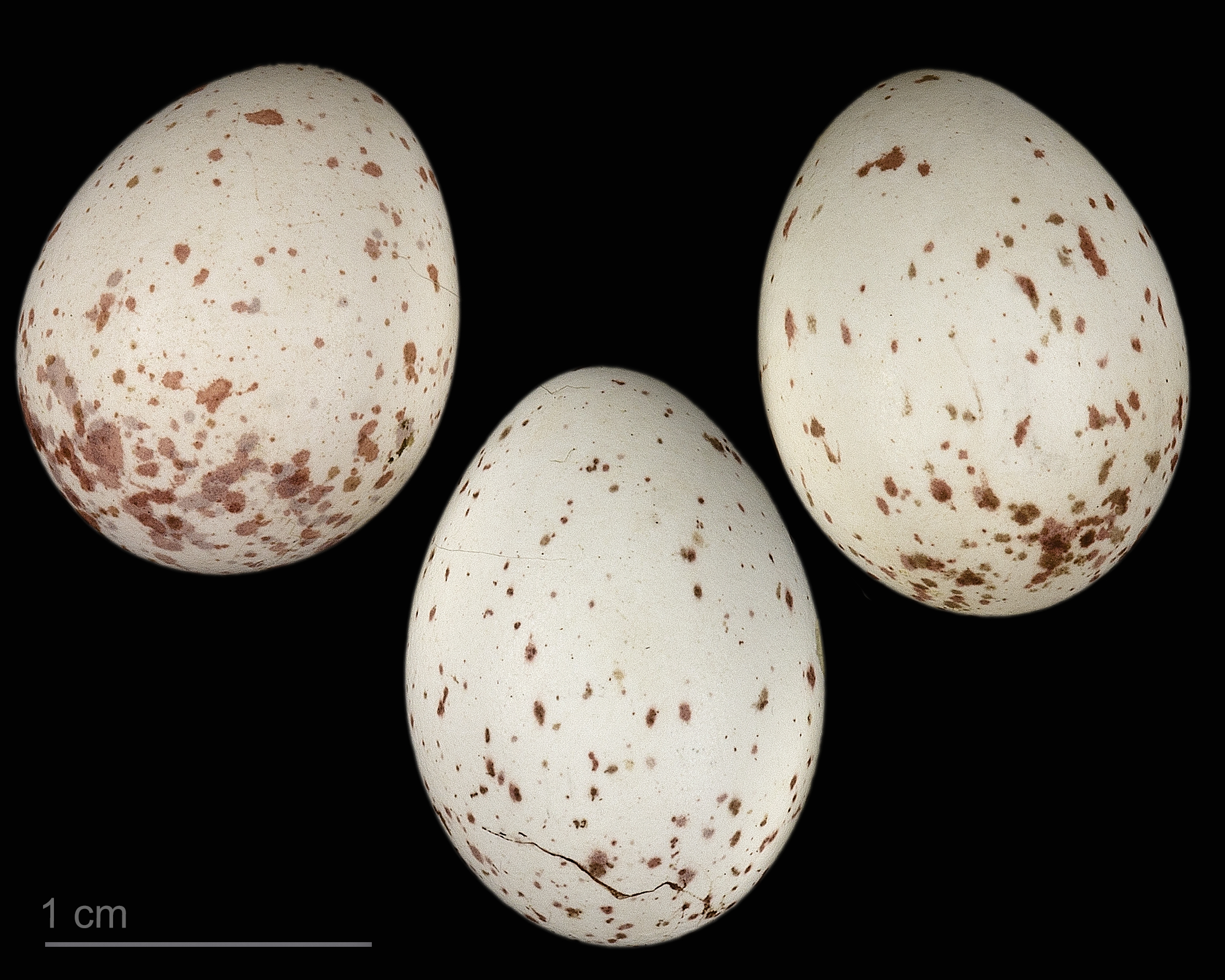
Яйца Periparus ater abietum — Тулузский музеум

Сезон размножения длится с конца марта по конец июля, при этом в северных частях ареала может начаться несколько позже. Моногам, пары сохраняются в течение длительного времени. О начале брачного периода можно судить по громкой песне самца, сидящего высоко на дереве и тем самым помечающего территорию. Во время ухаживания птицы демонстративно потряхивают крыльями и издают мелодичные короткие трели. Самец может плавно парить в воздухе, распушив крылья и хвост. Местом для гнезда обычно служит небольшое дупло хвойного дерева на высоте около метра над землёй, часто оставленное малым пёстрым дятлом, буроголовой гаичкой либо другими птицами. Оно также может быть расположено в гнилом пне, в земляной мышиной норе или скалистой трещине с узким входом. Иногда используются и искусственные дуплянки. Гнездо чашеобразное, из мха с примесью конского волоса, изнутри выкладывается шерстью, а иногда перьями и паутиной. Леток очень узкий — диаметр, как правило, не превышает 25-30 мм. Обустройством гнезда занимается одна самка.
В большинстве популяций обычно две кладки, первая из которых приходится на конец апреля-начало мая, а вторая на июнь. Лишь в Северной Африке и на Корсике потомство выводится один раз. Первая кладка содержит 5-13, повторная 6-9 яиц. Яйца белые с красновато-коричневыми крапинами, обычно более густыми ближе к тупому концу. Размер яиц 13-18 х 10—13 мм. Насиживает самка в течение 14-16 суток, в то время как самец добывает для неё корм. Вылупившиеся птенцы покрыты серым пухом на голове и спине. В это время их громкий и дружный писк слышен издалека. Первые 3-4 дня самка остаётся в гнезде, согревая птенцов, а позже присоединяется к самцу и вместе с ним добывает корм для потомства. Первые слётки обычно появляются через 18-22 дней, в начале июня. В отличие от других синиц, лётные птенцы ещё в течение нескольких дней ночуют в гнезде, прежде чем рассеиваются. В конце августа — начале сентября молодые и зрелые птицы сбиваются в стаи, часто совместно с другими видами. Продолжительность жизни московок — 9 и более лет.

## Питание

В поисках корма

В сезон размножения отдаёт предпочтение насекомым и их личинкам. В больших количествах поедает тлю, бабочек, стрекоз, разнообразных жуков (в том числе долгоносиков, короедов), муравьёв, мух, ручейников, прямокрылых (кузнечиков, сверчков), перепончатокрылых, сетчатокрылых и др. Осенью и зимой переключается на семена растений, главным образом хвойных, особенно ели. В этот период часто можно наблюдать птиц, свисающих с еловых шишек и достающих изнутри семена. Кроме того, употребляет в пищу семена сосны, лиственницы, тиса, секвойи, кипарисовика, криптомерии, бука, явора, ягоды можжевельника.
В случае неурожая семян стаями перекочёвывает в места, нетипичные для вида — лиственные леса, тундру, лесостепи и культивируемые ландшафт. Зимой нередко посещает кормушки в садах и парках, где ест семечки, орехи, сливки из подвешенных молочных пакетов, пищевые остатки. Корм добывает среди листвы деревьев в верхней части кроны либо обследует опавшие шишки на земле. Делает запасы на зиму, пряча семена и жёстких насекомых в щелях коры высоко над землёй или в укромных местах на земле.

## Систематика
Московка под латинским названием Parus ater была научно описана Карлом Линнеем в 1758 году в 10-м издании «Системы природы». Это название до настоящего времени используется большинством орнитологов, в том числе российских, а под названием Periparus рассматривается подрод близких друг к другу подвидов, куда входит и московка. Ряд специалистов, включая членов Американского общества орнитологов, выделили Periparus в отдельный род, учитывая результаты исследования мтДНК, согласно которым московка и некоторые другие виды гораздо ближе к гаичкам, нежели к другим синицам. Эта классификация также используется в справочнике «Птицы мира».

### Подвиды
Список подвидов:
- P. a. ater (Linnaeus, 1758) — Северная, Центральная и Восточная Европа, Сибирь на юг до Алтайских гор, Сахалин, Северная Монголия, Северо-Восточный Китай (Маньчжурия, Восточный Ляонин), Корейский полуостров, западные и южные района Малой Азии, Северная Сирия, Ливан;
- P. a. britannicus (Sharpe & Dresser, 1871) — Великобритания, крайние северо-восточные районы Ирландии;
- P. a. hibernicus (Ogilvie-Grant, 1910) — Ирландия;
- P. a. vieirae (Nicholson, 1906) — Пиренейский полуостров;
- P. a. sardus (O. Kleinschmidt, 1903) — Корсика, Сардиния;
- P. a. atlas (Meade-Waldo, 1901) — Марокко;
- P. a. ledouci (Malherbe, 1845) — Северный Алжир, Северо-Западный Тунис;
- P. a. moltchanovi (Menzbier, 1903) — Южный Крым;
- P. a. cypriotes (Dresser, 1888) — Кипр;
- P. a. derjugini Zarudny & Loudon, 1903 — Юго-Западный Кавказ, Северо-Восточная Турция;
- P. a. michalowskii (Bogdanov, 1879) — Кавказ (за исключением юго-запада), Центральное и Восточное Закавказье;
- P. a. gaddi Zarudny, 1911 — Юго-Восточный Азербайджан, Северный Иран;
- P. a. chorassanicus (Zarudny & Bilkevitch, 1911) — Юго-Западный Туркменистан, Северо-Восточный Иран;
- P. a. phaeonotus (Blanford, 1873) — Юго-Западный Иран (горы Загрос);
- P. a. rufipectus (Severtsov, 1873) — Центральный и Восточный Тянь-Шань восточнее крайних юго-восточных районов Казахстана и западнее крайних северо-западных районов Китая (запад Синьцзян-Уйгурского автономного района);
- P. a. martensi (Eck, 1998) — Долина реки Кали-Гандаки (Центральный Непал);
- P. a. aemodius (Blyth, 1845) — Восточные склоны Гималаев (к востоку от Центрального Непала), Центральный Китай (от южного Ганьсу и южного Шэньси до южного Сицзана и северо-западного Юньнаня), Северная и Восточная Мьянма;
- P. a. pekinensis (David, 1870) — Восточный Китай (от Южного Ляонина на юг до северных районов Шаньси, провинций Хэбэй и Шаньдун);
- P. a. kuatunensis (La Touche, 1923) — Юго-Восточный Китай (от Южного Аньхой на юг до Северо-Западного Фуцзянь);
- P. a. insularis (Hellmayr, 1902) — Южные Курильские острова, Япония;
- P. a. ptilosus (Ogilvie-Grant, 1912) — Тайвань.